# (2009) Voloshina
(2009) Voloshina – planetoida z grupy pasa głównego asteroid okrążająca Słońce w ciągu 5 lat i 181 dni w średniej odległości 3,11 au. Została odkryta 22 października 1968 roku. Nazwa planetoidy pochodzi od Wiery Daniłownej Wołosziny (1919–1941), partyzantki, która zginęła podczas II wojny światowej. Przed jej nadaniem planetoida nosiła oznaczenie tymczasowe (2009) 1968 UL.